# Lapijoki bro
Lapijoki bro (finska: Lapijoen silta) är en bro i Euraåminne i Finland byggd av natursten och tätad med kilstenar. Bron byggdes 1882–1883, har tre brovalv och är försedd med ett järnräcke. På samma plats fanns tidigare en bro från 1600-talet. Fram till 1950-talet gick riksväg 8 över bron.
Lapijoki bro blev museibro 1982 med motiveringen att bron är ett gott exempel på gammal stenbyggnadskonst och bildar en vacker helhet tillsammans med den omgivande växtligheten och bebyggelsen. 2009 ingick Lapijoki bro i Museiverkets inventering av Byggda kulturmiljöer av riksintresse.